# Kieran Sowden
Kieran Sowden est un joueur anglais de volley-ball né le 17 août 1990. Il joue au poste de passeur. De la saison 2017-2018 il est dans l'équipe de Team Northumbria.

## Palmarès

### Clubs
Coupe d'Angleterre:
- 2014, 2016, 2017[1], 2018

Championnat d'Angleterre:
- 2016, 2017[2], 2018
- 2014